# Zaoxi (sockenhuvudort i Kina, Jiangxi Sheng, lat 28,75, long 114,96)
Zaoxi är en sockenhuvudort i Kina. Den ligger i provinsen Jiangxi, i den sydöstra delen av landet, omkring 90 kilometer väster om provinshuvudstaden Nanchang. Antalet invånare är 8 504. Befolkningen består av 3 974 kvinnor och 4 530 män. Barn under 15 år utgör 23,0 %, vuxna 15-64 år 68 %, och äldre över 65 år 8,0 %.
Runt Zaoxi är det ganska tätbefolkat, med 155 invånare per kvadratkilometer. Närmaste större samhälle är Shangfu, 9,4 km söder om Zaoxi. I omgivningarna runt Zaoxi växer i huvudsak blandskog.
Genomsnittlig årsnederbörd är 2 159 millimeter. Den regnigaste månaden är juni, med i genomsnitt 337 mm nederbörd, och den torraste är oktober, med 44 mm nederbörd.